# Ariany (Hiszpania)
Ariany – gmina w Hiszpanii, w prowincji Baleary, we wspólnocie autonomicznej Balearów, o powierzchni 23,14 km². W 2011 roku gmina liczyła 877 mieszkańców.